# Thomas Troelsen
Thomas Troelsen (ur. 6 października 1981 w Skive) – duński piosenkarz i autor tekstów i producent muzyczny.

## Dyskografia

### Utwory do filmów, telewizji i gier komputerowych
- Plotkara ("Last Dance" i "Suicide")
- FIFA 10 ("The Sound of Swing")
- Fuel TV ("Suicide")
- Lifetime’s "Seven Deadly Sins" ("Bang!")
- 90210 ("Hot Summer")
- Boogie Superstar ("Hot Summer")
- Clicknet ("Fragment Eight")
- Poppy Shakespeare ("Fragment One," "The Sound of Swing" i "The First Picture")
- Dong Energy ("The Sound of Swing")
- Renault ("The Sound of Swing")
- Rock Band 3 ("Last Dance")
- Patagonia ("On the Floor")

### Produkcje i single
- 2003: Move Your Feet – Junior Senior
- 2004: Bombs (feat. Remee & The Midas Touch)
- 2004: I’m On Fire (feat. Remee & The Midas Touch)
- 2004: On The Moon (feat. Remee & The Midas Touch)
- 2007: Hot Summer – Monrose
- 2007: Strictly Physical – Monrose
- 2007: Baby – Melody Club
- 2008: Disappear – No Angels
- 2008: Forever or Never – Cinema Bizarre
- 2008: Dysfunctional Family – Cinema Bizarre
- 2008: Sexy as Hell – Sarah Connor
- 2008: Under My Skin – Sarah Connor
- 2008: Show The World – Martin
- 2008: Mirotic – TVXQ
- 2008: „Eat You Up” – BoA
- 2008: The SHINee World – SHINee
- 2009: In and Out of Control – The Raveonettes
- 2010: "Run Devil Run" – Girls’ Generation
- 2010: Hurricane Venus – BoA
- 2010: NU ABO – f(x)
- 2010: „Saturday” – Basshunter
- 2010: Fall from Grace – Infernal
- 2010: Sonrisa – Ana Torroja
- 2011: Showtime – TV-2
- 2011: „Mirror Mirror” – Sash!
- 2011: Two – Anders-Fahrenkrog
- 2011: Pinocchio – f(x) (utwory: "Gangsta Boy" i "Hot Summer")
- 2011: Perfection – Super Junior-M (utwór "Perfection")
- 2011: „Lazy Girl (Dolce Far Niente)” – Girls’ Generation
- 2011: Mr. Simple – Super Junior-M (utwory: "Opera" i "Perfection")
- 2015: Chemicals – Tiesto & Don Diablo feat. Thomas Troeslsen